# ایندین موتور
ایندین موتور (انگلیسی: Indian Motor) شرکت خودروسازی آمریکایی بود، که در سال ۱۹۰۱ تأسیس شد.